# 生田佳那
生田 佳那（いくた かな、1991年12月18日 - ）は、日本のグラビアアイドル、タレント、モデル、女優、タクシードライバー。 株式会社Alba所属。長野県安曇野市出身。

## 略歴
1991年12月18日､長野県安曇野市生まれ。実家は動物病院。
長野県松本県ヶ丘高等学校、文教大学人間科学部心理学専攻卒業。
2014年4月､飛鳥交通が行った「夢と仕事の両立を応援する飛鳥交通ドリームプロジェクト」にてグランプリを受賞、普通自動車第二種運転免許を取得してタクシードライバーとなる。「美人すぎるタクシードライバー」として話題になる。
2015年から女性ファッション誌『mina』のモデルユニット「minaメイツ」として活動を始める。
2016年2月､週刊ヤングジャンプで初グラビアデビュー。
2019年12月に結婚、妊娠を発表。翌2020年4月に第一子となる男児を出産した。

## 人物
- 特技は自動車の運転、英会話、動物をあやすこと。
- 好きな食べ物はわさび、蕎麦、抹茶、団子。
- 都内の道路はほぼ網羅している。
- ハイヒール検定一級。

## 出演

### ミュージック・ビデオ
- Ms.OOJA
  - 「You are Beautiful」（2016年10月27日）
  - 「AGAIN」発売記念ライブ(史上初！「タクシー車内アカペラLIVE」 with 美人過ぎるタクシードライバー 生田佳那)（2016年12月2日）

### テレビドラマ
- 本当にあった怖い話 第二十八夜 トイレの落書き（テレビ朝日）
- マジすか学園5（2015年、日本テレビ）
- ガキ☆ロック 浅草六区人情物語 第3話、4話（2017年4月 - 、Amazonビデオ） - トモ 役
- 日曜ワイド警視庁さがし物係（2018年2月11日、テレビ朝日） - 看護師役

### その他のテレビ番組
- 失恋島（フジテレビ）
- マサカメTV (2015年、NHK総合)
- 金曜イチから (2017年10月6日、NHK総合)

### ラジオ
- DAYS（2019年6月6日、ニッポン放送）

### 映画
- あの惑星の名は（短編作品作品） - 主演
- 余波（2015年、細野辰興監督） - 田代絵里 役
- 野獣（クーガ）の城 ～女子刑務所～（2017年3月26日公開、監督:奥渉）[6] - 星川アリス 役
- 瞬間の流レ星（2018年6月29日公開） - 吉田莉子 役[7]

### オリジナルビデオ
- 野獣（クーガ）の城～女子刑務所～2（2017年5月、監督：奥渉） - 星川アリス 役

### CM
- petaco 恋人 篇
- バーガーキング
- 楽天 アプリラクマ
- メルカリ （2015年11月）

## 書籍

### 写真集
- いくTabi（2017年10月25日、ワニブックス、撮影：佐藤佑一）ISBN 978-4847049668